# Parque nacional de la Isla Rubondo
El Parque nacional de la Isla Rubondo (en suajili: Hifadhi ya kisiwa cha Rubondo) es el único parque de Tanzania en el Lago Victoria. La isla atrae a un pequeño número de visitantes cada año, principalmente pescadores deportivos y amantes de las aves.
La isla de Rubondo se encuentra situada en la esquina sur-occidental del lago Victoria, en Tanzania. Rubondo está a 150 km (93 millas) al oeste de Mwanza. La isla principal, Rubondo (2° 18 'S, 31° 50' E) tiene una superficie de 237 kilómetros cuadrados. La isla protege otros 11 islotes, ninguna excede más de 2 kilómetros cuadrados.